# جبار (قائنات)
جبار روستایی در دهستان مهیار بخش مرکزی شهرستان قائنات استان خراسان جنوبی ایران است.